# Газовый конфликт между Россией и Украиной (2008—2009)
Газовый конфликт между Россией и Украиной 2008—2009 годов происходил на фоне ухудшения отношений между Украиной и Россией после Оранжевой революции (2004—2005 годы) и российско-грузинской войны (август 2008). Напряжённые отношения между президентами Ющенко и Медведевым проявились, в частности, в полемике о цене на российский газ для Украины. Одной из важнейших причин газового конфликта был вопрос о посреднике-монополисте «РосУкрЭнерго» — президент Ющенко стремился сохранить посредника (хотя официально говорил о необходимости убрать посредника), а премьер-министр Юлия Тимошенко стремилась устранить всех посредников, чтобы торговля газом осуществлялась напрямую между государственными компаниями Украины Нафтогаз и России Газпром, с её требованиями были согласны президент и премьер-министр России.
Фирма Дмитрия Фирташа «РосУкрЭнерго» (50 % акций которой принадлежало «Газпрому», а остальные — Фирташу и Фурсину) заняла монопольное положение в торговле газом, хотя не имела ни собственной газотранспортной системы, ни газохранилищ, а использовала ГТС и газохранилища Украины.
В марте 2008 премьер-министры России и Украины (Путин и Тимошенко) договорились о цене на газ в 179,5 дол. на 2008 год; а 2 октября 2008 договорились о цене 235 дол. на 2009 год. Но 30 декабря 2008 президент Ющенко запретил «Нафтогазу» подписывать договор с ценой 235 дол., хотя не имел на это права. Ситуацию усложнило то, что компания «РосУкрЭнерго» накопила на декабрь 2008 года долг перед «Газпромом» в 2.4 млрд дол., хотя украинская государственная компания «Нафтогаз» оплатила счета «РосУкрЭнерго».
Газовый кризис начался после того, как 31 декабря 2008 года президент Медведев предъявил Украине невыполнимый ультиматум — цена на газ на 2009 год будет увеличена в два раза и составит 450 дол. за м³; а Украина должна немедленно погасить долг «РосУкрЭнерго»; иначе поставки газа будут прекращены. С 1 января 2009 года Россия прекратила подачу газа для Украины, с 5 января значительно уменьшила подачу газа европейским потребителям, с 7 января транзит российского газа через территорию Украины был прекращён полностью.
19 января 2009 «Газпром» и «Нафтогаз» подписали новый договор, и 20 января поставки газа для Украины и транзит в Европу возобновились. Премьер-министры Украины и России (Тимошенко и Путин) так организовали закупки газа в 2009 году, что «новая цена» не отличалась от цены, которую они согласовали 2 октября 2008 года — по итогам за 2009 год Украина получила газ от «Газпрома» по средней цене 232 дол. за 1000 м³.

## Итоги газового кризиса
- От недопоставок газа в январе 2009 пострадали, прежде всего, страны Восточной и Центральной Европы (Чехия, Болгария, Румыния, Германия и прочие). Украинские потребители вообще не ощутили перебоев с газоснабжением, поскольку премьер-министр Тимошенко в 2008 году закачала в газохранилища Украины и оплатила Газпрому 14 млрд м³ газа, и во время кризиса этот газ поднимали из газохранилищ Украины.
- После газового кризиса-2009 страны Евросоюза уменьшили закупки газа в России, и стали искать дополнительные источники газа — возникли планы о закупке сжиженного газа из США и стран Персидского залива, о транзите через Сирию и Турцию, об увеличении собственной добычи в Северном море, о двукратном снижении цен на газ и нефть (что произошло в 2014—2017 годах).
- На Украине в 2009—2010 годах тарифы для населения не были увеличены — населению поставлялся газ (в том числе для отопления) исключительно тот, который добывали на Украине.
- На Украине из торговли газом был устранён монополист-посредник «РосУкрЭнерго», существование которого удорожало поставляемый газ, но с другой стороны РУЭ способствовало поставкам на Украину туркменского газа[4][5] Но с 2009 года Газпром купил у Туркменистана контракты на весь объём добываемого газа, с этого времени Туркменистан не заключал прямых контрактов с Украиной.
- Согласно договору от 19 января 2009, цена на газ для Украины стала рассчитываться по «стандартной для контрактов Газпрома формуле», на основании европейских цен на газойль, как во всех договорах Газпрома с потребителями в странах Европы. Также в договоре от 19 января 2009 содержался пункт о возможности его расторжения Украиной без штрафных санкций со стороны России.
- По договору от 19 января 2009 Украина предоставила гарантии закупки определённых объёмов российского газа, этот пункт Газпром вставлял во все контракты со странами Европы, но за весь период действия договора, никаких претензий Россия не выставляла, поскольку этот пункт противоречил европейским правовым нормам.
- 8 февраля 2018 по контракту от 19 января 2009 Украина добилась в Стокгольмском арбитражном суде компенсации от Газпрома в 4,6 млрд долларов за недопоставку объемов газа для транзита; часть этих денег пошла на погашение долга Нафтогаза перед Газпромом, а 2,3 млрд дол. суд обязал Газпром выплатить Нафтогазу[6]
- Газовый кризис-2009 активно использовали политики Украины (Ющенко, Янукович и прочие) в качестве обвинений против Тимошенко. Но изучение фактов показывает, что Тимошенко не была инициатором конфликта и «новых повышенных цен». Конфликт был создан действиями президента Ющенко и компании «РосУкрЭнерго»; а «цена в 450 долларов» была заявлена президентом Медведевым. Напротив премьер-министры Путин и Тимошенко старались, по возможности, разрешить конфликт. В 2011 году, по инициативе президента Виктора Януковича, экс-премьер-министр Украины Юлия Тимошенко была приговорена украинским судом к 7 годам лишения свободы, якобы за превышение служебных полномочий при подписании газовых контрактов, но 14 апреля 2014 года Верховный суд Украины закрыл «газовое» дело Юлии Тимошенко в связи с отсутствием состава преступления.
- В апреле 2010 президенты Медведев и Янукович подписали «Харьковские соглашения», которые существенно изменили условия «договора между Газпромом и Нафтогазом от 19 января 2009», в частности «Харьковские соглашения» лишили Украину права на разрыв «газового договора» по собственной инициативе, а требовали согласия сторон договора.

## Причины газового конфликта, роль фирмы «РосУкрЭнерго»

### Стремление Юлии Тимошенко — устранить посредников на газовом рынке
Начиная с 2006 года роль посредника в торговле газом между Россией и Украиной играла зарегистрированная в Швейцарии компания «РосУкрЭнерго» (RUE), со стороны России принадлежащая «Газпрому», а со стороны Украины — физическим лицам (Дмитрию Фирташу и Ивану Фурсину; также существуют предположения, что свою долю в компании имеет криминальный деятель Сергей Шнайдер (Семён Могилевич), которого называют реальной силой, стоящей за миллиардером Фирташем). Посредническая компания перепродавала Украине газ, купленный у России и Туркмении. Туркменский газ был гораздо дешевле российского За счёт этого достигалась более низкая цена энергоносителя для украинских потребителей.
Юлия Тимошенко, отправленная в отставку в 2005 году с поста премьер-министра, как она считает, за то, что она противодействовала бизнесу RUE, уже тогда заявляла о недопустимости существования этой структуры. С заявлениями о ненужности посредника в 2007 году выступал будущий президент России Дмитрий Медведев. После возвращения Юлии Тимошенко на пост премьера (декабрь 2007 года) тема отказа от услуг посредников стала центральной для её визитов в Россию.
Указом президента Украины Виктора Ющенко от 26 февраля 2008 года № 165/2008 были утверждены директивы Кабинету министров Украины и «Нафтогазу» о проведении переговоров с правительством России и «Газпромом». В частности, эти директивы предписывали руководствоваться договорённостями о переходе на прямые схемы сотрудничества в газовой сфере, без посредничества «Росукрэнерго», достигнутыми с президентом России Владимиром Путиным 12 февраля 2008 года.
По словам самого совладельца «РосУкрЭнерго» Дмитрия Фирташа, которые, согласно информации, опубликованной на сайте WikiLeaks, он сказал 8 декабря 2008 года послу США на Украине, если Москва действительно хотела избавиться от «РосУкрЭнерго», она могла это сделать только за время, которое Тимошенко была при власти. При этом миллиардер отметил свои дружеские и доверительные отношения с президентом Ющенко.

### Премьеры Тимошенко и Путин договорились о цене на 2008 год — 179,5 долларов за 1000 м³
19 марта премьер-министр Тимошенко сообщила, что «Газпром» и «Нафтогаз Украины» полностью согласовали замечания правительства Украины к «Соглашению о развитии отношений в газовой сфере», которое было подписано 12 марта. В частности, было решено, что газ будет поставляться на Украину без посредников, по 179,5 долларов за тысячу кубометров.

### Премьеры Тимошенко и Путин договорились о цене на 2009 год — 235 долларов за 1000 м³
2 октября премьер-министры Путин и Тимошенко подписали Меморандум, согласно которому с 1 января 2009 года должен был состояться переход на прямые долгосрочные отношения между «Газпромом» и «Нафтогазом Украины». Тогда же была определена ориентировочная цена за газ на 2009 год — 235 дол. (в 2008 году было 179.5 долл.).

### Долг «РосУкрЭнерго» Фирташа в размере $2,4 млрд перед «Газпромом»
В ноябре 2008 года президент России Медведев и глава «Газпрома» Миллер заявили о существовании у Украины долга за поставленный газ в $2,4 млрд. 20 ноября Дмитрий Медведев потребовал от «Газпрома» взыскать с Украины эту сумму.
Президент Украины Ющенко признал задолженность, обвинив в её возникновении Кабинет министров Украины, на что премьер Тимошенко ответила, что речь идёт не о долге Украины, а о долге «РосУкрЭнерго». При этом она подчеркнула необходимость разобраться с коррупцией в газовом секторе и перейти на прямые прозрачные контракты.
В «Нафтогазе Украины» заявили, что ничего не должны «Газпрому», а долг у компании есть только перед «РосУкрЭнерго», причём только в размере 1,3 млрд долл. В период с марта по ноябрь 2008 года «Газпром» отпускал «Нафтогазу» природный газ по цене 179,5 доллара за тысячу кубометров, а «РосУкрЭнерго» продавало газ на Украине со своими наценками
.

### Заявления Тимошенко, Медведева, Путина о том, что именно президент Ющенко и Фирташ создали газовый кризис
В ходе кризиса премьер-министр Тимошенко, президент Медведев, премьер-министр Путин неоднократно выступали с заявлениями, указывающими, что именно желание президента Ющенко сохранить посредника «РосУкрЭнерго» Дмитрия Фирташа явилось главной причиной «газового кризиса в январе 2009 года». Так, премьер России Владимир Путин ещё 8 января заявил, что российской стороне не дают напрямую заключить контракт с НАК «Нафтогаз Украины», а также сказал: 
Сегодня в этих условиях (они) борются не собственно за цену на газ, а за возможность сохранить тех или иных посредников для того, чтобы использовать получаемые дивиденды в личных целях, для личного обогащения и в целях получения необходимых финансовых ресурсов для будущих политических кампаний.
Премьер-министр Украины Юлия Тимошенко 14 января заявила:
Переговоры, которые успешно двигались, начиная с 2 октября, по обеспечению Украины природным газом по цене $235 для украинских потребителей и транзит в пределах $1,7 — $1,8, — эти переговоры были сорваны тем, что, к сожалению, украинские политики пытались сберечь «РосУкрЭнерго» как теневого коррупционного посредника… Переговоры между двумя премьер-министрами, а потом — между НАК «Нефтегазом» и «Газпромом» разрушались теми политическими силами на Украине, которые получили и планируют получать коррупционную выгоду от работы «РосУкрЭнерго».
 При этом она утверждала, что переговоры о поставках газа на Украину были сорваны в том числе и по вине президента Украины. Позже премьер заявит, что появление «РосУкрЭнерго» на украинском газовом рынке произошло именно под патронатом Ющенко.
Президент России Дмитрий Медведев, в свою очередь, 17 января выступил с таким заявлением:
«Я считаю, что мы с нашими украинскими партнёрами можем торговать без всяких посредников, особенно без посредников, вызывающих большие сомнения у украинской общественности, да и не только украинской». По его словам, не секрет, что на участие известного посредника («РосУкрЭнерго») достаточно жёстко настаивала украинская сторона. «Какова будет её позиция в этой ситуации, я не знаю. Проблема заключается в том, что некоторые участники переговоров отстаивали необходимость сохранения посредников и ссылались на инструкции, полученные наверху. А другая часть переговорщиков говорила, что эти посредники — абсолютное зло, которое подлежит безусловному и немедленному истреблению. Наша позиция проста — нам посредники не нужны. Даже в рамках соответствующей компании российская сторона, как вы знаете, была представлена крупнейшим газовым концерном».

Комментируя итоги кризиса и отвечая на вопрос журналиста, как быть тем странам, которые заключили договоры о покупке газа с «РосУкрЭнерго», Тимошенко сказала:
 Я, если это позволительно, очень рекомендую своим коллегам — премьер-министрам этих стран — отойти от посреднической компании «РосУкрЭнерго». Всегда лучше иметь отношения с тем, кто сам добывает газ. Я уверена, что пережитый нами кризис, потрясший и Украину, и Россию, и Европу, в основе своей природы имел коррупционное посредничество. Ибо вталкивание посредника привело к разрушению стабильных и предсказуемых отношений между странами на газовом рынке, и эти надежные отношения были в 2006 году принесены в жертву высоким украинским политикам, которые обеспечивали работу коррупционной схемы и спонсировались теневыми деньгами.
Президент России Дмитрий Медведев 31 января отметил, что посредники были навязаны украинской стороной. Также он подчеркнул:
Нам никакие посредники не нужны, если они ломают схему отношений или эти посредники увеличивают стоимость газа для потребителей. Мы хотим прозрачных отношений и прямых отношений. Нам были навязаны когда-то посредники на Украине. Россия готова торговать непосредственно от имени основного поставщика газа, от компании «Газпром».
29 января 2009 года в СМИ появились сведения, что украинские совладельцы «РосУкрЭнерго» Дмитрий Фирташ и Иван Фурсин объявлены в России в федеральный розыск.
Юлия Тимошенко и её политическая сила (Блока Юлии Тимошенко) неоднократно заявляли, что основной причиной этого газового кризиса явилось нежелание «теневой структуры Росукрэнерго» потерять возможности для «коррупционной посреднической деятельности». Именно «Росукрэнерго», действуя в том числе и через секретариат президента Ющенко, в котором имеются лоббисты этой структуры, сорвало, по мнению БЮТ, подписание газовых договоров, которое было намечено на 31 декабря 2008 года. Данная информация подтверждается также заявлением главы «Газпрома» Алексея Миллера, который подчёркнул, что «Росукрэнерго» предлагала цену выше той, которую предлагал «Нафтогаз» (по данным Олега Дубины, тогда занимавшего пост руководителя «Нафтогаза», цена RUE была $285 за тыс. м³. против цены $235 у «Нафтогаза»), однако российская сторона была настроена на прямые контракты, после чего 31 декабря президент Украины Ющенко отозвал делегацию «Нафтогаза» с переговоров. Юлия Тимошенко и тогдашний глава «Нафтогаза» Олег Дубина указывали, что «отзыв делегации Нафтогаза с переговоров в Москве 31.12.2008» был инициирован лоббистами «Росукрэнерго», а глава «Нафтогаза» Олег Дубина получал со стороны президента незаконные указания (незаконные, поскольку по закону президент Украины не имеет права управлять «Нафтогазом», высшим руководителем для «Нафтогаза» является премьер-министр Украины).

### Неосуществлённые угрозы Польши и Венгрии о подаче исков против «РосУкрЭнерго»
2 февраля 2009 года польское нефтегазовое предприятие (PGNiG) объявило, что рассматривает возможность подачи иска в суд на «РосУкрЭнерго» в связи с тем, что Польша не получает природный газ через Украину, который в соответствии с контрактом должна поставлять эта компания.
28 апреля 2009 года стало известно, что венгерская энергетическая компания «EMFESZ», обеспечивающая газом четверть венгерского рынка, официально отказалась от его закупки у «РосУкрЭнерго» в пользу закупок у подконтрольной «Газпрому» компании «RosGas». По состоянию на конец апреля у «РосУкрЭнерго» ещё оставались контракты с рядом стран в Европе, однако они не выполнялись из-за отсутствия собственного топлива.

### Возврат посредника «РосУкрЭнерго» после прихода Януковича на пост президента
В 2010 году, после прихода к власти Виктора Януковича, победившего на выборах, по информации СМИ, во многом благодаря финансовой поддержке миллиардера Фирташа, имеющего дружеские отношения с окружением нового президента (в первую очередь с Сергеем Лёвочкиным и Юрием Бойко), на основании решения Генеральной прокуратуры Украины и Стокгольмского арбитража был начат процесс возвращения «РосУкрЭнерго» принадлежавших этой структуре 11 млрд кубометров газа, которые в ходе конфликта оказались переданы в собственность «Нафтогаза» (поскольку в январе 2009 компания «РосУкрЭнерго» отказалась погашать долги перед Газпромом за этот газ и эти долги погасил «Нафтогаз»), а также дополнительно 1,1 млрд кубометров газа в качестве штрафных санкций.

### Правительство Азарова отказалось защищать интересы Украины против «РосУкрЭнерго» в Стокгольмском суде по иску о взыскании 12.1 млрд м³ газа
Главной причиной поражения государственного «Нафтогаза» в Стокгольмском суде стало то, что компания под конец рассмотрения вопроса фактически признала претензии RUE, поменяла свою правовую позицию и согласилась с тем, что соглашения, заключённые 20 января 2009 года, были незаконными. Генпрокуратура Украины, издав распоряжение об отмене решения правления «Нафтогаза» об оформлении данного газа в собственность государственной компании, отказалась далее расследовать вопрос о ненадлежащем представлении позиции Украины в Стокгольме. Не стала поддерживать инициирование такого расследования и Верховная рада благодаря позиции фракции Партии регионов.
Потери компании и государства от этих событий были оценены в $5,4 млрд (по данным представителя «Нафтогаза», 26 миллиардов гривен). При этом ответственность по коммерческим долгам «Нафтогаза» фактически легла на государственный бюджет Украины. Передача 12,1 млрд кубометров газа в собственность RUE завершилась в апреле 2011 года.

### Юлия Тимошенко о преступлении правительства Азарова в Стокгольмском суде
Юлия Тимошенко охарактеризовала решение о возврате газа RUE как серьёзное преступление, требующее расследования на уровне Украины, международных и неправительственных структур. В частности, она обратилась к МВФ как кредитору Украины с просьбой о расследовании. В апреле 2011 года она подала иск на Фирташа в американский суд.

## Подписание нового газового договора в апреле 2010 года президентами Януковичем и Медведевым
После избрания Виктора Януковича президентом Украины, 21 апреля 2010 года в Харькове президенты Медведев и Янукович подписали новый договор, который коренным образом изменил положения договора от 19 января 2009 года, а именно:
- в новом договоре Украины уже не имела права на разрыв договора без штрафных санкций. По договору от 21 апреля 2010 года договор мог быть разорван только по согласию сторон;
- газовые обязательства сторон были скреплены уже не подписями глав Нафтогаза и Газпрома, а подписями президентов Украины и России;
- новый договор предусматривал, что Украина получит скидку на цену российского газа на 100 долларов в обмен на продление срока базирования Черноморского флота России в Севастополе до 2042 года.

Таким образом, поставки газа из России на Украину с этого момента регулировались двумя договорами — от 19 января 2009 и от 21 апреля 2010. Однако в украинской политике партия Януковича и партия Ющенко (а также многие мелкие партии) продолжали упрекать Тимошенко в невыгодном «газовом контракте января-2009», забывая, что договор от 21 апреля 2010 сделал невозможным разрыв договора от 19 января 2009.

## Хронология конфликта

Схема газопроводов из России в Европу

Причиной начала конфликта послужило отсутствие контракта на поставку газа Украине в 2009 году и долг посредника «РосУкрЭнерго» перед «Газпромом» — основную сумму долга составляли неплатежи за 11 млрд кубометров газа, которые «РосУкрЭнерго» закачала в подземные газохранилища на территории Украины, но не оплатила «Газпрому», а также за газ, поставленный в 2008 году. На 11 декабря 2008 года сумма долга составляла $2,4 млрд. С учётом декабрьских поставок «Нафтогаз» должен был уплатить до конца года чуть более $3,0 млрд.
В последние месяцы 2008 года «Нафтогаз» (по инициативе премьер-министра Тимошенко) закачал в газовые хранилища Украины 14 млрд кубометров российского газа по цене 179.5 долл. Полный расчёт за этот газ был произведён в конце декабря 2008 года.

### 30 декабря
Администрация президента Украины в официальном пресс-релизе заявила, что «Нафтогаз Украины» и Нацбанк полностью рассчитались с российским «Газпромом» за газ, поставленный в ноябре и декабре. В российских СМИ признали, что «1,5 миллиарда долларов поступили на счета „РосУкрЭнерго“, но сам „Газпром“ получение этих денег пока не подтвердил»

### 31 декабря
По состоянию на 30 декабря 2008 года премьер-министры Путин и Тимошенко согласовали и парафировали цену в 235 долл. на 2009 год, без роста цены на транзит российского газа (1.7 дол. за 1 тыс. кубометров на 100 км). Однако президенты Ющенко и Медведев заняли неконструктивную позицию:
- Ющенко заявлял, что 235 дол. это дорого и надо требовать 205 дол. или даже 201 дол. Ющенко недобросовестно укорял Тимошенко в излишне дорогой цене 235 дол., хотя в это же время Фирташ (который координировал свои действия с Ющенко) предлагал «Газпрому» 285 дол., лишь бы «Газпром» оставил РосУкрЭнерго в качестве посредника. Президент Медведев и некоторые руководители «Газпрома» угрожали ценой в 418 дол.
- 31 декабря 2008 года состоялся телефонный разговор между Ющенко и Медведевым — который вместо нахождения решения, привёл к ещё большему обострению. Во время разговора Ющенко настаивал на цене 205 дол., а Медведев заявил о цене 320 дол. После этого разговора Ющенко приказал руководителю «Нафтогаза» Олегу Дубине — прекратить переговоры с «Газпромом» и вернуться в Киев. А «Нафтогаз Украины» направил в адрес «Газпрома» уведомление, в котором сообщил о неготовности гарантировать транзит газа через Украину в Европу[56].
- Вечером 31 декабря 2008 года президент Медведев сделал официальное заявление (которое транслировали СМИ России и Украины), что цена газа для Украины будет на 2009 год — 450 дол., а с 1 января Россия прекратит подачу газа Украине. Тогда же стало известно, что президент Ющенко с 29 декабря 2008 находится с семьёй на отдыхе в Карпатах[54], и что Ющенко поручил премьер-министру Тимошенко решить «газовый конфликт», который фактически обострили именно действия Ющенко по отзыву украинской делегации.

### 1 января 2009 года
- 1 января 2009 в районе 02:00 состоялось официальное совместное заявление президента Украины Виктора Ющенко и премьер-министра Украины Юлии Тимошенко относительно поставок и транзита российского газа. В нём указывалось, что украинская сторона 30 декабря 2008 года полностью рассчиталась по долгам за природный газ. В заявлении со ссылкой на подписанный 2 октября 2008 года между правительством Российской Федерации и кабинетом министров Украины меморандум указывалось, что в начале 2009 года цена на российский природный газ для Украины на украинско-российской границе должна составлять $201 за 1 тыс. м³, ставка транзита по территории Украины — не ниже $2 за 1 тыс. м³ на 100 км расстояния, а также на неприемлемость предложенных Россией условий (цена — $250, ставка — $1,7).[57]
- С 10.00 «Газпром» в полном объёме прекратил поставки газа на Украину. Сокращение составило около 100 млн м³ в сутки. При этом поставки газа через территорию Украины зарубежным покупателям были увеличены примерно на 20 млн м³ до 326 млн м³ в сутки. Вечером Председатель Правления ОАО «Газпром» Алексей Миллер заявил журналистам: «В связи с отказом Украины от предложения о льготных условиях поставки газа в 2009 году по цене 250 долларов „Газпром“ будет осуществлять поставку газа на Украину с января месяца по рыночной европейской цене — 418 долларов за тысячу кубометров».[58]

### 2 января
- 2 января 2009 руководство НАК «Нафтогаз Украины» официально заявило, что отбирает 21 млн м³ газа из транзитных объёмов с целью обеспечения обязательств по транзиту российского газа в Европу. ОАО «Газпром» увеличил поставку газа по другим направлениям, в частности — по территории Белоруссии. Вместе с тем украинская сторона не согласовала «Газпрому» необходимый объём транзита на 3 января: из запрошенных 303 млн м³ было согласовано лишь 296 млн м³. Появились первые сообщения о снижении объёмов поступления газа в Европу со стороны балканских стран.
- «Газпром» призвал страны Балканского региона прибегнуть к юридическим рычагам, которыми они располагают в рамках Энергетической Хартии для предотвращения эскалации газового конфликта.

### 3 января
- «Газпром» принял решение подать в Международный арбитражный суд Стокгольма иск с требованием обязать НАК «Нафтогаз Украины» обеспечить беспрепятственный транзит российского газа в Европу по территории Украины. Иск подаётся в соответствии с Контрактом об объёмах и условиях транзита российского природного газа по территории Украины европейским потребителям в 2003—2013 годах от 21.06.2002 г. В рамках иска «Газпром» просит суд принять в максимально короткие сроки обеспечительные меры, запрещающее «Нафтогазу Украины» принимать любые действия, направленные на сокращение транзита российского газа в Европу.
- В 14:17:42 Пресс-центр НАК «Нафтогаз Украины» распространяет следующее заявление[59]:

НАК «Нафтогаз Украины» требует от представителей ОАО «Газпром» прекратить манипулирование по поводу расчетов Компании за потребленный в 2008 году газ. Компания официально заявляет, что на 100 % рассчиталась с компанией «РосУкрЭнерго АГ» за весь газ, потребленный в 2008 году. Так, на протяжении 2008 года Украиной было получено 47 964 100 604 кубических метров газа, за что компании «РосУкрЭнерго АГ» было перечислено 8 609 556 058,42 дол. США.
30 декабря единым платежом на счет компании «РосУкрЭнерго АГ» в сумме 1 522 800 000 дол. США было полностью финансово закрыто фактическое потребление импортированного газа в ноябре-декабре 2008 года. В то же время компания «РосУкрЭнерго АГ» должна НАК «Нафтогаз Украины» около 40 млн дол. США за транспортные услуги.
Вопрос получения ОАО «Газпром» средств от компании «РосУкрЭнерго АГ» является сугубо отношениями между ОАО «Газпром» и аффилированной с ней компанией «РосУкрЭнерго АГ». НАК «Нафтогаз Украины» никакого отношения к этим расчетам не имеет.
НАК «Нафтогаз Украины» в своем финансовом учете не имеет никаких финансовых обязательств за 2008 год ни перед компанией «РосУкрЭнерго АГ», ни перед ОАО «Газпром».

НАК «Нафтогаз Украины» в который раз призывает российских партнеров закончить информационные инсинуации, выполнить свои обязательства относительно перехода на прямые отношения с Компанией и заключить долгосрочные договоры на поставки и транзит российского газа.

### 4 января
- «Газпром» сообщил о фиксации отбора Украиной газа, предназначенного для европейских потребителей, в размере 50 млн м³ за последние сутки. Украинская сторона при этом отрицала несанкционированный отбор газа, ещё раз эта позиция украинской стороны была заявлена 20 января[60][61]. Еврокомиссия не подтвердила заявления «Газпрома» о несанкционированном отборе газа[62].
- Компания «РосУкрЭнерго» не смогла добиться от Украины удовлетворения заявки на 25 млн м³ принадлежащего ей газа из ПХГ Украины. В этой ситуации были увеличены объёмы транзита газа через Белоруссию и по газопроводу «Голубой поток».
- Компания «Нафтогаз Украины» отказала «Газпрому» в приёме дополнительных 15 млн м³ газа в сутки через ГИС «Кобрин» для обеспечения заявок зарубежных покупателей.
- Вечером 4 января ОАО «Газпром» объявило о предложении поставлять газ на Украину в январе по цене $450 за тыс. м³[63], которая определена как цена на газ в странах Восточной Европы, сопредельных с Украиной, минус транзитные затраты через территорию Украины. Председатель ОАО «Газпром» Алексей Миллер выразил надежду, что такой уровень цены вернет украинскую сторону в самое ближайшее время за стол переговоров.

### 5 января
- Хозяйственный суд Киева своим определением запретил компании «Нафтогаз Украины» осуществлять в 2009 году транзит российского природного газа по территории Украины по цене $1,6 за 1000 м³ на 100 км, сообщается в заявлении для прессы Министерства топлива и энергетики. Суд принял определение в обеспечение иска Минтопэнерго о признании недействительными соглашений о транзите российского природного газа по территории Украины, которые заключены до конца 2010 года. В сообщении министерства говорилось: «Основанием признания их недействительными является то, что соглашения заключены бывшим заместителем главы правления НАК „Нафтогаз Украины“ Игорем Ворониным, который не имел на это соответствующих полномочий со стороны Кабинета министров Украины»[64]. Согласно ему, рассмотрение дела по сути назначено на 9 января 2009 года.
- Как заявил Путин, «Газпром» с 5 января 2009 года сократил транзит газа через территорию Украины на объёмы, соответствующие объёмам незаконного отбора сырья. Алексей Миллер пояснил, что начиная с 1 января Украина несанкционированно отобрала 65,3 млн м³ газа. «Поэтому есть предложение сокращать объём поставок газа на границу России и Украины на тот же объём, который уже украден и в дальнейшем сокращать на объём украденного газа по дням». Миллер добавил, что параллельно концерн увеличит поставки газа через Белоруссию, Польшу и по маршруту «Голубой поток». Путин поручил Миллеру до конца текущей недели проинформировать европейские страны о текущей ситуации с поставками газа и о действиях российской стороны[3].
- По словам А. Миллера, «Газпром» будет закупать газ на срочном рынке для компенсации европейским потребителям недопоставленного через Украину сырья. Он добавил, что холдинг сделает всё, чтобы увеличить объёмы забора газа из подземных хранилищ на территории Западной Европы, в которые российский холдинг ранее закачал определенные объёмы топлива. На вопрос В. Путина о том, кто в итоге должен заплатить за газ, закупленный на срочном рынке, глава «Газпрома» ответил: «Это должен сделать „Нафтогаз Украины“»[65].
- Хорватия заявила, что объём поставок снизился более чем на 7 %, а Греция лишилась газа сразу на треть.

### 6 января
- О сокращении поставок газа заявили почти все европейские страны-покупатели российского газа.
- Председатель правления НАК «Нафтогаз Украины» Олег Дубина сообщил о принятом после телефонного разговора с Алексеем Миллером решении вылететь в Москву 8 января для продолжения переговоров.
- Алексей Миллер, глава Газпрома на встрече с премьер-министром Владимиром Путиным предложил сократить поставки газа в Европу на объём, использованный Украиной для технологического обеспечения транзита газа в Европу. Путин дал согласие.

#### Снижение транзита газа через Украину
Страны Европы, недополучившие российский газ в результате сокращения Россией поставок газа через Украину по состоянию на 6 января:
- Австрия — 90 %
- Босния и Герцеговина — 100 %
- Болгария — 100 %
- Венгрия — 100 %
- Германия — 100 % поставок прекращено через Украину, однако импорт газа переключён на трубопроводы через Белоруссию
- Греция — 100 %
- Италия — 90 %
- Республика Македония — 100 %
- Молдавия — 100 % с 7 января[66]
- Польша — 90 %[66] отключён через Украину, однако импорт газа переключён на трубопроводы через Белоруссию
- Румыния — 75 %, 100 % c 7 января[66], 65 % потребления газа в Румынии покрывается собственной добычей[66]
- Сербия — 100 %
- Словакия — 70 %, 100 % с 7 января[66]
- Словения — 90 %, 100 % с 7 января[66]
- Турция — 100 % поставок прекращено через Украину, однако импорт газа переключён на трубопровод по дну Чёрного Моря
- Франция — 70 %
- Чехия — 75 %
- Хорватия — 100 %

### 7 января

Красный: поставки газа через Украину прекращены полностью или значительно; Розовый: частично неполучающие

- «Газпром» заявил о готовности начать переговоры, учитывая кризисную ситуацию, в любую минуту. Одновременно «Газпром» сообщил о принятых мерах для исключения возможности незаконных действий НАК «Нафтогаз Украины» по отбору газа и сокращении поставок в направлении Украины. В этот день был полностью прекращён транзит российского газа по территории Украины. Газпром заявил, что Нафтогаз должен компенсировать из своих резервов недопоставленный газ. Нафтогаз отрицает несанкционированный отбор газа[67].

### 8 января
- Премьер-министр РФ Владимир Путин представил журналистам документы, доказывающие незаконные действия Украины по отбору российского транзитного газа[68].
- Премьер-министр России Путин заявил, что руководство Украины стремится сохранить посредников при поставках газа, что свидетельствует о высокой степени его криминализации.[69]
- Заседание Европарламента в Брюсселе, специальные слушания по газовому вопросу.
- Двусторонние переговоры НАК «Нафтогаз Украины» и ОАО «Газпром» в Брюсселе.
- Заявление председателя партии «Единая Россия» о том, что цена газа для Украины составит $470 за 1 тыс. м³[56]. Газпром возобновит подачу газа только после допуска на территорию Украины наблюдателей Еврокомиссии.

### 9 января
- С 9 утра начались отключения Григориопольского района ПМР и города Тирасполь.[70]
- Хозяйственный суд Киева признал недействительными соглашения от 4 января 2006 и 20 апреля 2007 между «Нафтогазом Украины» и «Газпромом», по которым ставка транзита российского газа через Украину равна 1,6 доллара за 1 тыс. м³ на 100 километров до 2010 года, и запретил транзит российского газа по территории Украины.[71]

### 10 января
- В 13 часов Министерство иностранных дел Украины предупредило Российскую Федерацию относительно недопустимости провокаций в отношении Украины, которые могут создать технические или технологические проблемы для нормального функционирования газотранспортной системы Украины при транспортировке газа в Европу[72]
- В 13:15 НАК «Нафтогаз Украины» заявил, что с 1 января 2009 года российский «Газпром» должен «Нафтогазу» около 75 млн кубометров газа, который украинская сторона использовала из своих хранилищ для обеспечения транзита газа в Европу.[73]

### 11 января
- Украина подписала документ о создании многосторонней мониторинговой комиссии. Поставки российского газа в Европу могут возобновиться в течение полутора суток. Именно столько времени потребуется, чтобы эксперты, которые будут контролировать транзит топлива, прибыли на все станции, определённые трёхсторонним протоколом. Об этом заявил премьер Чехии Мирек Тополанек.[74]
- В группу мониторинга транзита газа через Украину, создаваемую ЕС, Украиной и РФ, с каждой стороны войдут до 25 экспертов. Об этом сообщила сегодня пресс-служба украинского президента. Предусматривается осуществление мониторинга на территории Украины на газоизмерительных станциях Орловка, Теково, Ужгород, Берегово, Дроздовичи. На территории РФ контроль будет проводиться на газоизмерительных станциях Сохрановка, Суджа, Писаревка, Валуйки, Платово.[75]
- Уполномоченный президента Украины по международным вопросам энергетической безопасности Богдан Соколовский заявил, что благодаря последовательным действиям президента Украины, правительства Украины, а также НАК «Нафтогаз Украины», сегодня устранено искусственное препятствие, которое якобы сдерживало процесс транспортировки российского газа в Европу, и теперь вся ответственность за поставки газа в Европу возлагается на российскую сторону.[76]
- Президент России Дмитрий Медведев дал распоряжение пока не возобновлять транзит газа в Европу. Медведев пояснил, что транзит газа будет возобновлен лишь при наличии «подписанного всеми сторонами документа, который текстуально соответствует документу, подготовленному, согласованному и подписанному российской стороной» и «реальным присутствием наблюдателей в местах, где будет осуществляться контроль — на украинских границах и в подземных хранилищах газа».[77]
- Первый вице-премьер, министр экономики и торговли Молдавии Игорь Додон заявил, что в Молдавию начал поступать газ с Украины и это позволило обеспечивать газом Унгенский район, где ситуация с газоснабжением накануне была очень сложной[78].
- «Газпром» не получил подписанного сторонами документа[79].
- В 20:38 уполномоченный президента Украины по международным вопросам энергетической безопасности Богдан Соколовский заявил, что считает несерьезным и несолидным поведение России, которая не возобновила поставки газа через Украину после подписания мониторингового протокола и констатировал наличие «информационной войны» с российской стороны против Украины.[80]
- В 20:51 президент России дал указание правительству России не выполнять требования протокола по транзиту газа, подписанного Украиной с оговорками, так как считает это нарушением достигнутых договоренностей[81].

### 12 января
- Европейская комиссия, Российская Федерация и Украина подписали условия возобновления поставок газа из РФ через Украину в ЕС.[82]

### 13 января
- «Газпром» сделал попытку возобновить подачу газа в транзитную систему на украинской стороне. Однако, Украина не открыла заслонки на своей стороне. Украинская сторона приводила следующие два аргумента. Дело в том, что газ стали подавать через газораспределительную станцию в российском городе Суджа, в направлении украинской станции Орливка. При подобной подаче газа это, из-за конструктивных особенностей транзитной системы, привело бы к отключению от поставок газа Донецкой области, Луганской области и частично Днепропетровской области.[83][84] Второй же аргумент состоял в том, что давление газа было недостаточным для транспортировки, то есть газ подавался в небольших объёмах.[85] Комментируя невозможность транзита российского газа премьер Украины Тимошенко заявила: «Во-первых, такой малый объём газа, который был заявлен Россией, после полной остановки транзита газа по территории Украины не позволяет технически этот газ протранспортировать — просто не хватает давления в газопроводах. Второе — предоставленный газ был на то направление, где идет противоток украинского газа в восточные регионы Украины и, безусловно, по этому маршруту газ не мог быть протранспортирован, потому что там не существует технической возможности». Украина проинформировала руководство ЕС о том, что действия Российской Федерации «не позволяли транспортировать российский газ в ЕС». В то же время, «Газпром» заявил, что на момент вынужденного прекращения транзита газа украинские магистрали были им заполнены, поэтому российский газ должен поступить в Европу сразу после подачи его холдингом на вход в газотранспортную систему Украины. Однако, как отметили в «Газпроме», газ, который должен был остаться в трубах после того, как Украина прервала транзит в Европу, был разворован. Россия проинформировала Еврокомиссию о невозможности обеспечивать транзит газа в Европу через Украину.[86][87][88][89]
- Премьер России Путин не исключил того, что Украина отказывается транзитировать российский газ из-за плохого состояния газотранспортной системы.[90]
- Путин призвал европейских партнёров активнее работать с Украиной с целью обеспечения функционирования её газотранспортной системы для доставки российского газа в Европу.[91] Заместитель главы правления «Газпрома» Александр Медведев отметил необходимость ускорения строительства газопроводов в обход Украины, так как чем скорее будут построены северный и южный потоки, тем меньше рисков будет в будущем.[87] С точки зрения Медведева, Украина и не планировала возобновлять транзит газа в Европу.[86].
- Президент Украины Виктор Ющенко выступил с обращением к украинской нации, в котором сказал, что каждый человек, который проживает на Украине должен понять, что происходящее — «шантаж каждого из вас», «одна из форм повышения рисков вашего существования, стабильности».[92] При этом сам Ющенко подчеркнул, что не имеет никакого отношения к тому, что 31 декабря возникли такие сложности.[93] Также Ющенко опроверг заявления о том, что он и его семья имеют отношение к газовым аферам на украинском рынке.[94] В.Ющенко отверг обвинения в свой адрес о причастности к газовому бизнесу.[95]
- В то же время, депутаты Верховной Рады Украины на заседании 13 января не поддержали позицию Виктора Ющенко. За проект постановления «О ситуации с поставками природного газа на Украину», в котором одобрялись действия президента Украины, возлагалась на Россию «вся ответственность за срыв поставок газа на Украину и другие европейские страны» и заявлялось о недопустимости приватизации газотранспортной системы Украины проголосовали лишь 105 из 444 присутствующих депутатов.[96] Также Верховная Рада не поддержала обращение ВР Украины к Федеральному собранию РФ. В нём отмечалось, что парламент Украины выступает за усиление сотрудничества между парламентами двух стран «для выработки эффективных механизмов сотрудничества». «За» проголосовали 168 из 446 народных депутатов, зарегистрированных в зале. Проект этого обращения был предложен народным депутатом Украины Олегом Зарубинским (фракция Блока Литвина). В проекте обращения отмечалось, что «атмосфера во взаимоотношениях между двумя странами все более приобретает конфликтный характер». В нём отмечалось, что парламент Украины выступает за усиление сотрудничества между парламентами двух стран «для выработки эффективных механизмов сотрудничества»[96].
- Международные наблюдатели документально подтвердили отсутствие прокачки российского газа по транзитным газопроводам Украины в направлении Европы, в то время как на газоизмерительной станции «Суджа» Курской области давление на входе в ГТС Украины составляет 70 атмосфер. Об этом сообщил Газпром[97].

### 14 января
- Премьер-министр Украины Юлия Тимошенко заявила, что переговоры с Россией по поставкам газа на Украину по цене $235 были сорваны в том числе и по вине президента Украины Виктора Ющенко. Основной причиной срыва Тимошенко назвала попытку украинских политиков сохранить «РосУкрЭнерго» как теневого криминального коррупционного посредника. По версии премьера, кроме президента Украины в сохранении «РосУкрЭнерго» заинтересованы депутаты от Партии Регионов Бойко и Лёвочкин, а также «всем известный» Фирташ. Переговоры, по словам премьера, были умышленно сорваны на завершающей стадии[98]. Ситуация с газовым кризисом обсуждалась Европарламентом. В дебатах приняли участие представители Еврокомиссии и председательствующей в Евросоюзе Чехии[99].
- В 2.00 ночи, как сообщает пресс-служба «Газпрома», в объединенное диспетчерское управление «Нафтогаза Украины» направили заявку на транзит 98,8 млн кубометров газа в сутки с 10.00 четверга через газоизмерительную станцию (ГИС) «Суджа» в Курской области. Из них 13,9 млн кубометров предназначались Молдавии, 62,7 млн — Болгарии и 22,2 млн — Словакии. Но начальник смены диспетчеров «Нафтогаза» Александр Сидоренко вновь отказался удовлетворить заявку.
- Энергокомиссар ЕС Андрис Пиебалгс заявил: «Наши эксперты подтвердили, что использование „Суджи“ для транзита является сложным, даже невозможным. Это говорит о том, что стороны должны достичь технического соглашения. Если стороны будут выдвигать дополнительные условия, значит, они неспособны скоординировать усилия для возобновления транзита»[100][101].
- В ответ, «Газпром» снова обвинил «Нафтогаз» в том, что последний не обеспечивает транзит газа в Европу. «Газпром» заявил про то, что Украина не в состоянии возобновить транзит.[102] «Газпром» аргументировал неприемлемость поставок через ГИС «Валуйки» и «Писаревка» тем, что первая не используется для подачи газа на экспорт и ориентирована на внутреннее потребление Украины, а вторая не может быть использована для поставок газа на Балканы.[103]
- Словакия попросила Украину дать свой собственный газ из подземных газохранилищ. Премьер Словакии Роберт Фицо заявил, что его стране для выживания необходимо 20 млн м³ природного газа каждый день. Однако, премьер Украины Тимошенко отказала Словакии, мотивируя это тем, что Украина не может поставлять газ Словакии, так как сама им в полной мере не обеспечена.[104] В то же время, Россия поддержала предложение Словакии, согласно которому Украина могла бы поставлять газ на территорию Словакии из собственных подземных хранилищ, а Россия возместила бы Украине поставленный объём.[100][105]
- Глава Еврокомиссии Жозе Мануэль Баррозу заявил, что в случае если поставки газа не возобновятся, ЕС будет рекомендовать европейским фирмам подавать в суд на украинские и российские газовые компании.[106]
- По мнению Ющенко, единственным выходом в данной ситуации является возобновление поставок газа в полном объёме. «Если „Газпром“ обеспечит 300—410 млн кубометров газа для потребителей Европы, Украина гарантирует, даже не имея контракта на транзит, даже не беря платы до решения вопроса по сути, обеспечить доставку этого газа до европейских потребителей»,— подчеркнул президент Украины. «Нафтогаз» обратился к «Газпрому» с просьбой одолжить технологический газ, который необходим для обеспечения транзита — 360 млн кубометров газа в январе и по 600 млн кубометров в феврале и марте. «Газпром» крайне негативно воспринял это предложение, подчеркнув, что, на самом деле для возобновления поставок у «Нафтогаза Украины» нет никаких проблем, так как достаточно использовать или свои объёмы собственной добычи, или газ из подземных хранилищ на Украине.[100][107]
- Украина сообщила, что начала переговоры с европейскими потребителями о возможности получения технологического газа из причитающихся им объёмов с последующими взаиморасчетами. Молдавия начала получать газ через Украину. «Демонстрируя солидарность, мы сегодня из своих запасов поставляем газ в Молдавию и в Болгарию,— сказал президент Украины Виктор Ющенко (болгарская сторона получения газа не подтверждала).— Подчеркиваю, это делается без контракта, только по нашим моральным обязательствам, чтобы показать, что Украина делает все, что в её силах, чтобы поставлять газ в Европу». «Мы считаем, что так они („Нафтогаз Украины“) возвращают недопоставку в первые дни»,— заявил представитель «Газпрома» Сергей Куприянов. Еврокомиссия пообещала призвать европейские компании и страны—члены ЕС обратиться в суд с исками к «Газпрому» и «Нафтогазу Украины». Греческая корпорация DEPA объявила, что подаст в суд на «Газпром». Игорь Сечин оценил прямые потери «Газпрома» в $1,2 млрд[100].
- Президент России Дмитрий Медведев предложил подсчитать убытки «Газпрома» в виде недополученных доходов или упущенной выгоды и подготовить судебные иски.[108] Также Медведев предложил созвать в субботу, 17.01.09, саммит стран-потребителей российского газа.[105]
- Европейская комиссия и чешское президентство заявили, что если поток газа не будет восстановлен немедленно и в полном объёме, то репутация Украины и России как надежных партнеров ЕС понесёт невосполнимые потери.[82] Позже комиссар ЕС по вопросам энергетики заявил, что Украина и Россия потеряли доверие как стабильные поставщики газа.[109]

### 15 января
- Премьер России Путин в ответ на заявления со стороны Украины об отсутствии необходимого для транзита технологического газа предложил создать международный консорциум который мог бы приобрести у «Газпрома» необходимый газ и поставить его Киеву.[110]
- Премьер Украины Юлия Тимошенко заявила, что располагая запасами газа в подземных хранилищах в размере 17 млрд м³, Украина сможет абсолютно спокойно завершить переговоры с Россией по поставкам газа на 2009 год.[111]

### 16 января
- 15 января «Газпром» получил от Объединенного диспетчерского управления НАК «Нафтогаз Украины» (ОДУ) предложение направить через ГИС «Суджа» транзитом по территории Украины в Европу 99,2 млн кубометров газа в сутки, с распределением ежесуточных объёмов: ГИС «Орловка» — 28 млн кубометров, ГИС «Ужгород» — 57,3 млн кубометров, потребителям Молдавии — 13,9 млн кубометров.[112][113]
- На 16 января «Газпром» согласовал заявку.[112] «Нафтогаз» заявку в очередной раз отверг, мотивировав это тем, что не имеет возможности транспортировать такие малые объёмы топлива. Также, «Нафтогаз» хочет сначала подписать техническое соглашение, а также осуществлять транзит через другие газоизмерительные станции, в очередной раз заявив, что в случае транзита по выбранному Газпромом маршруту без газа останутся из-за необходимости переориентации работы газотранспортной системы Луганская, Донецкая, Одесская, частично Днепропетровская области.[112][114][115]
- Еврокомиссия заявила, что намечающиеся переговоры на выходные — последний шанс сторон показать, что они настроены серьёзно и хотят разрешить газовый конфликт. Иначе ЕС пересмотрит свои позиции по отношению к обеим странам[116]. Путин назвал заявление ЕС фактической поддержкой Украины[117].
- Путин назвал стоимость технологического газа, который нужен для транзита через Украину на первый квартал 2009 года — $ 730 млн.[118]
- Глава НАК «Нафтогаз Украины» Олег Дубина заявил что в январе ежесуточная добыча газа на Украине увеличена до 61,9 млн кубометров[119], ежесуточное потребление в целом составляет 253 млн кубометров[120].
- Начальник центрального производственно-диспетчерского департамента «Газпрома» Борис Посягин заявил, что «Газпром» вынужден сократить добычу на 200 млн кубометров в сутки, а также перевести ряд своих подземных хранилищ (ПХГ) из состояния отбора в закачку.[121]
- Путин сообщил что РФ и Европа близки к договорённостям, которые могут разблокировать транзит газа через Украину.[122]
- Канцлер Германии Ангела Меркель после переговоров с Владимиром Путиным сообщила, что международные наблюдатели будут привлечены вдоль всей сети поставок газа. Также она отметила, что ЕС сделает всё, чтобы ускорить переговоры Украины и России. Для проверки технического состояния газотранспортной системы Украины и определение оптимальных потоков экспорта российского газа в Европу достигнута договорённость между Путиным и Меркель о создании группы экспертов. Премьер-министр Украины Юлия Тимошенко сформулировала основные принципы переговоров с Российской Федерацией по газовым проблемам: никаких посредников; прямые отношения НАК Нафтогаз Украины с ОАО Газпром; взаимовыгодные цены на газ и транзит; украинская собственность ГТС; гарантия транзита в Европу.[123]
- Владимир Путин, разъясняя российскую газовую стратегию, в интервью немецкому каналу ARD отметил[124]:Мы не заинтересованы в том, чтобы приостанавливать наши поставки потребителям. Вы только вдумайтесь: зачем нам это делать? У нас долгосрочные контракты с нашими европейскими потребителями. И эти европейские потребители исправно платят деньги. Зачем же нам заниматься самоубийством и прекращать туда поставки? Украина, по сути, устроила газовую блокаду Европе. Зачем? В борьбе за то, чтобы получить нерыночные, низкие цены на закупаемый у нас газ. Что касается «Газпрома», то он только несёт убытки от того, что недопоставляет продукцию партнерам. За эти дни прекращения поставок через Украину «Газпром» понес около 800 млн долларов убытков. «Газпром» был вынужден остановить работу свыше 100 скважин.

### 17 января

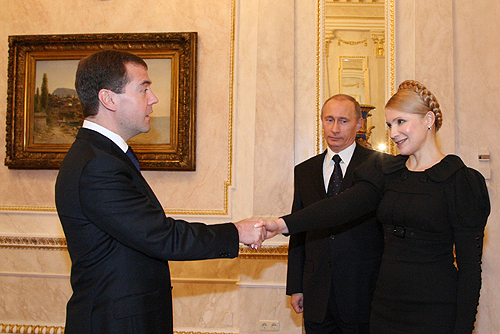
Президент России Дмитрий Медведев перед началом Международной конференции глав государств и правительств по вопросу обеспечения доставки российского газа потребителям в Европе. С Премьер-министром Украины Юлией Тимошенко и Председателем Правительства России Владимиром Путиным

- Нафтогаз Украины в пятый раз отклонил очередную заявку Газпрома на транзит газа (99,2 млн м³) в Европу через ГИС «Суджа», в очередной раз отметив, что российские заявки на транзит газа в сложившихся условиях невозможны технически.[125]
- Юлия Тимошенко провела закрытую встречу в Москве с Владимиром Путиным.[126]
- В работе «Международной конференции глав государств и правительств по вопросу обеспечения доставки российского газа потребителям в Европе»[127][128][129] приняли участие: президент РФ Дмитрий Медведев, премьер-министр Украины Юлия Тимошенко, президент Армении Серж Саргсян, премьер-министр Белоруссии Сергей Сидорский, премьер Боснии и Герцеговины Никола Шпирич, премьер-министр Казахстана Карим Мусимов, премьер Молдавии Зинаида Гречаная, премьер Сербии Мирко Цветкович, заместитель премьера Турции Назым Экрен, министр промышленности и торговли Чехии Мартин Риман, министр экономики Словакии Любомир Йагнетек, член Европейской комиссии, ответственный за вопросы энергетики, Андрис Пиебалгс.[130]
- Президент РФ Дмитрий Медведев в очередной раз подчеркнул, что поставки газа на Украину должны осуществляться без посредников (имея в виду «Росукрэнерго»), особенно без посредников, которые вызывают большие сомнения у украинской общественности. При этом он подтвердил информацию о том, что часть украинских переговорщиков настаивали на необходимости сохранения посредника и ссылались на инструкции, полученные «наверху», однако другая часть категорически утверждала, что посредники — это абсолютное зло, которое подлежит срочному уничтожению.[131]
- В конце дня состоялась двухчасовая встреча Тимошенко и Путина в формате «тет-а-тет», после чего переговоры были продолжены в расширенном составе, с участием, в том числе, руководителей «Нафтогаза» и «Газпрома».[132]
- В еженедельнике «Зеркало недели» опубликована статья экс-главы НАК «Нафтогаз Украины» Игоря Бакая в котором сообщил о том, что европейские компании выразили заинтересованность в устранении льготных условий, которые имеют украинские компании, направляющие свою продукцию на экспорт, а также опроверг информацию, распространяемую украинскими чиновниками о том, что в 2009 году рыночная цена на газ находится на уровне между 200 и 300 долларами за тысячу кубометров, сообщив, что «начиная с Восточной Европы и заканчивая Францией, газ в первом квартале продается по цене от 400 до 460 долларов».[133] А ставка транзита в Европе варьируется в среднем от 2 до 8 долларов.[133] По словам Бакая, «после того, как в 2006 году Украина разделила транзитный договор и договор о поставках газа на Украину, тогда она проиграла все».[133]

### 18 января
- На ночных переговорах Тимошенко и Путина достигнута договорённость о возобновлении транзита российского газа в понедельник, 19 января. Стороны также пришли к соглашению о переходе к ценообразованию на газ, а также тарифам его транзита по европейской цене с 1 января 2010 года.[134] Предполагается, что в 2009 году «Нафтогаз» сможет закупать у «Газпрома» натуральный газ на 20 % дешевле европейской цены, тогда как у «Газпрома» будет льготная ставка транзита по цене 2008 года. Премьеры двух стран поручили «Газпрому» и «Нафтогазу» подготовить документы для подписания 19 января[135]. Юлия Тимошенко заявила: «Сразу после подписания этих документов будут восстановлены все поставки природного газа»[136]. Различные источники называли разные цифры цены на газ для Украины: от $224 до $376 за тысячу кубометров[137][138][139].
- Словакия начала получать газ в обход Украины через газопровод Ямал-Европа. В самой Словакии данные меры рассматриваются как временные, до возобновления поставок через Украину.[140]
- Источник в правительстве РФ сообщил, что после подписания газовых соглашений международные наблюдатели и международный консорциум для покупки технологического газа станут не нужны. Источник отметил, что важным моментом является подписание прямого (то есть без посредников) контракта между «Газпромом» и «Нафтогазом», этот факт фиксирует полную прозрачность, предсказуемость и рыночный характер отношений между Украиной и Россией в газовой сфере. Украина является последней страной из числа бывших республик СССР, с которой Россия переходит в этой области на полностью рыночные отношения.[141] Однако, источник в «Газпроме» сообщил, что работа международной комиссии по мониторингу может быть полезной и после восстановления нормального режима транзита.[142]
- Министр промышленности и торговли председательствующей в ЕС Чехии Риман заявил, что даже в случае очень быстрого восстановления поставок газа через Украину в ЕС понадобится несколько дней для того, чтобы газ дошёл к потребителям. Чешское президентство приветствует прогресс, достигнутый на переговорах, но отмечает, что пока неизвестно, когда поставки будут возобновлены.[143]
- Правительство США призвало Россию возобновить поставки газа в Европу через Украину сразу по достижении окончательной договорённости о цене на 2009 год, которая должна быть зафиксирована в российско-украинском соглашении, заключённом 19 января 2009 года[144].

### 19 января
- Состоялся телефонный разговор между Путиным и Тимошенко, после чего Тимошенко вылетела в Москву для подписания документов.[145]
- Украина и Россия подписали 10-летние контракты на поставку газа и на его транзит европейским потребителям. Премьер Путин отметил, что посредников в торговле больше не будет. Стороны переходят на рыночную европейскую формулу расчёта цен уже с 1 января 2009 года. Цена газа более никак не связана с ценой транзита.[146] При этом в «Газпроме» отметили, что среднегодовая цена на газ, рассчитанная с использованием формульного подхода, может, в итоге, оказаться меньше $250.[147] Информацию о том, что среднегодовая цена вероятно окажется меньше $250 подтверждает и Тимошенко.[148] Путин отметил, что стороны пошли на приемлемые с обеих сторон уступки в виде 20-процентной скидки на поставки газа на Украину и сохранение льготного тарифа прокачки в 2009 году.[149]
- Путин отметил, что достигнутые в Москве договоренности по разрешению газовой проблемы позволят разблокировать ряд других вопросов в российско-украинском экономическом сотрудничестве.[150] Аналогичного мнения придерживается и Тимошенко.[151]
- Путин вновь подчеркнул необходимость диверсификации потоков газа.[149]
- «Газпром» получил указание восстановить поставки газа.[149]

### 20 января
- По словам зампреда правления «Газпрома», компания оставляет за собой право требовать возмещения убытков в результате газового спора с Украиной, что же касается прежних долгов, то решение, как решить этот вопрос, было найдено.[152]
- «Газпром» направил в ОДУ НАК «Нефтегаз Украины» две заявки транзит и поставку газа.[153] Первая заявка на транзит 99,2 млн м³ в сутки с 10:00 мск через ГИС «Суджа» была направлена в 5:50 мск.[153] После уточнения заявок европейских и украинских потребителей «Газпром» передал в ОДУ вторую заявку на поставку 423,8 млн м³ газа в сутки (включает в себя первую), из них на экспорт — 348,8 млн м³, потребителям Украины — 75 млн м³.[153] Выполнение второй заявки началось в 11:10.[153]
- В 09:24 по киевскому времени газотранспортная система Украины начала принимать газ с территории России: газ поступал из России с пяти газоизмерительных станций[154].
- Словакия подтвердила, что начала получать газ из России, поставляющийся через территорию Украины.[154]
- Президент Еврокомиссии Жозе Мануэль Баррозу подтвердил, что поставки газа восстановлены и приветствовал это.[154]
- Президент Украины Виктор Ющенко на совместной с президентом Белоруссии Александром Лукашенко пресс-конференции в Чернигове заявил, что 23 января состоится закрытое заседание Совета национальной безопасности и обороны Украины, на котором будет рассматриваться вопрос газового кризиса; в частности, президент Украины отметил, что на предстоящем заседании необходимо подробно посмотреть документы, подписанные между «Нафтогазом» и «Газпромом», оценить их с точки зрения соответствия национальным интересам и совершить оптимальные шаги, чтобы минимизировать негативные последствия высокой цены на газ в 2009 году[155].
- Еврокомиссар по вопросам энергетики Андрис Пиебалгс в ходе совместной пресс-конференции с премьер-министром Украины Юлией Тимошенко заявил: «Нами не были установлены факты того, что Украина несанкционированно отбирала газ. Первые дни после 31 декабря была очень хорошая прозрачность НАК „Нафтогаза“, который предоставил все расчеты о входе и выходе газа, и цифры все совпадали. Была предоставлена информация, как газ использовался, и все данные совпадали. То есть у нас нет фактов о том, что Украина отбирала газ несанкционированно». Также он отметил, что «Украина очень настойчиво работала, чтобы возобновить транзит газа, а также лично этот процесс контролировала премьер Тимошенко, за что мы ей искренне благодарны. А что касается вопроса, навредит ли эта ситуация имиджу Украины и сотрудничеству Украины с ЕС, то миссия экспертов может констатировать, что все эти вопросы не имеют никакого отношения к связям Украины и ЕС. Это не будет иметь никакого политического контекста. Это не отобразится на сотрудничестве Украины и ЕС.»[156]

### 21 января
- «Газпром» подал заявку на транспортировку в Польшу через ГТС Украины с выходом на ГИС «Дроздовичи» 7 млн м³ природного газа.[157]
- В Болгарии сняты ограничения на потребление газа, ранее наложенные более чем на 350 крупных компаний. Премьер-министр Болгарии Сергей Станишев заявил, что болгарская газовая компания «Булгаргаз» будет добиваться от российского «Газпрома» компенсации за газ, недопоставленный из-за спора с «Нафтогазом Украины», в форме дополнительных объёмов газа по сниженной цене. При этом Болгария объединит усилия с другими странами, которые могут потребовать компенсации.[158]
- Возобновление получения газа из России подтвердили большинство европейских потребителей.[159]

### 23 января
- В ответ на требования европейских компаний о компенсации убытков «Газпром» заявил, что недопоставки были обусловлены форс-мажорной ситуацией во время газового конфликта.[160] Зампред правления компании Александр Медведев заявил: «поведение Украины было хуже, чем землетрясение или наводнение, — это причина, по которой мы не могли осуществлять поставки».[160]
- Министр топлива и энергетики Украины Юрий Продан сообщил, что газ швейцарского трейдера «РосУкрЭнерго» находящийся в украинских ПХГ перешёл в собственность НАК «Нафтогаз» Украины.[161] Соответствующий договор о переуступке прав был подписан с «Газпромом».[161]

### 2 февраля
- Польская нефтегазовая компания «PGNiG» сообщила, что в связи прекращением поставок «РусУкрЭнерго», возможно введение ограничений на поставку газа для промышленных предприятий.[162]

### 6 февраля
- Премьер России Владимир Путин сообщил, что наблюдатели от РФ так и не были допущены в «Объединенное диспетчерское управление» (ОДУ) и на подземные хранилища газа НАК «Нафтогаз Украины».[163]
- «Газпром» увеличил поставки газа в Польшу в связи с недопоставками газа в Польшу от «РосУкрЭнерго».[164]

## Анализ договорённостей
19 января Тимошенко рассказала, каким образом будет рассчитываться цена на газ. Цена будет определяться по формуле, по которой она определяется для всех европейских потребителей. Цена определяется ежеквартально (при этом Украина будет для своих потребителей устанавливать среднюю цену на год). Тимошенко подчеркнула, что в первом квартале цена будет «немного выше» (по данным источников $360-376), а вот во втором и третьем будет радикально снижаться. 20-процентная скидка, которую в 2009 году предоставила Россия, позволит Украине сэкономить $ 5 млрд. Также Тимошенко сообщила, что стороны урегулировали все претензии, возникшие в ходе газового спора, и никаких претензий по потерям предъявлять не будут.
20 января глава Газпрома Алексей Миллер сообщил, что цена на газ для Украины в первом квартале будет составлять 360 долларов. Зампред правления Газпрома Александр Медведев уточнил, что средняя цена поставок газа на Украину в 2009 г будет ниже 250 долларов за тысячу кубометров. По словам первого вице-премьер-министра Украины Александра Турчинова, по итогам года цена газа не будет превышать 230 долларов. Это будет достигнуто за счёт того, что квартальные цены на газ будут корректироваться, а также за счёт наличия резервов. Правительство Украины сделает так, что цена на газ на протяжении года будет единой для украинских потребителей. Уменьшение расходов на газ будет достигнуто за счёт резервов газа, которые есть у Украины, а также за счет того газа, который, по словам Турчинова, Украина дополнительно покупает по низким ценам. По словам Тимошенко, по специальной цене Украина покупает у России 11 млрд м³ газа, который уже был закачан в украинские газовые хранилища в 2008 году. Этот газ тогда поставлялся в адрес «Росукрэнерго», поэтому частью российско-украинских соглашений является получение всего газа (10-11 млрд м³), принадлежащего «РосУкрЭнерго» и находящегося на территории Украины в ПХГ (50 % акций у Газпрома, 45 % у Дмитрия Фирташа, 5 % у Ивана Фурсина), перевод его на баланс «Газпрома» с последующей продажей его НАК «Нафтогаз» по специальной цене 167 долларов. При этом Тимошенко дала директивы «Нафтогазу» приобрести у Газпрома право требования на этот газ (общей стоимостью $1,6 млрд) в счет аванса за услуги транзита в 2009 году. Позже «Нафтогаз» сообщил, что в украинских ПХГ нет газа, принадлежащего «РосУкрЭнерго». Это произошло за счёт того, что «Газпром» переуступил долги «Росукрэнерго» «Нафтогазу» в счёт аванса за транзит российского газа в Европу, после чего «Нафтогаз» получил возможность забрать весь газ, который был поставлен в адрес «Росукрэнерго» и хранился в подземных хранилищах на Украине, в счёт этих долгов. Комментируя, каким образом произошла передача этого газа в собственность Украины, Тимошенко сказала:
Так сложилось, что во время работы «РосУкрЭнерго» с «Газпромом», в том числе и на украинском рынке, у РУЭ возник долг перед «Газпромом» в размере около 1,7 млрд долларов, который, кстати, не связан с ответным долгом Украины перед «РосУкрЭнерго». Я не знаю с чем это связано — с неэффективностью или с нечистоплотностью Фирташа? Но факт в том, что, не получив всего объема долга от посредника, «Газпром» не мог от него отказаться — большой риск потерять эти деньги вообще. Поэтому «Газпром» предложил «Нафтогазу» купить 11 млрд кубометров газа, которые находятся в наших хранилищах. Вы знаете, что «Газпром» является учредителем «РосУкрЭнерго» и имеет в этой компании контрольный пакет акций. Соответственно, этот газ являлся совместной долевой собственностью «РосУкрЭнерго» и «Газпрома». Поэтому «Газпром» принял решение, что он в счет долга забирает этот газ у «РосУкрЭнерго», а НАК «Нафтогаз» эти 11 млрд у «Газпрома» покупает. В этом суть договоренностей, которые беспрецедентно выгодны Украине. Во-первых, газ находится в наших хранилищах, под полным нашим контролем и в системе наших балансов. Во-вторых, этот газ закачивался в предыдущие годы и, по большому счету, и был собственностью Украины, но хитрым образом его переписали на посредника. И, в-третьих, мы получили возможность купить 11 млрд кубов газа по чрезвычайно низкой цене — 153,9 долл. за тысячу кубов.
 Позже «Газпром» уточнил, что переуступил «Нафтогазу» не сам газ «Росукрэнерго» в ПХГ Украины (никаких юридических прав на этот газ у него нет), а право требования у «Росукрэнерго» денежной задолженности в размере $ 1,7 млрд. При этом в «Газпроме» отметили, что «Нафтогаз» может требовать от «Росукрэнерго» урегулирования долга как в денежной, так и в товарной форме.
20 января премьер-министр Украины Юлия Тимошенко на пресс-конференции заявила, что газ на границе РФ с Украиной для украинских потребителей в среднем за 2009 год составит 228,8 долларов за тысячу кубометров (без учёта НДС, таможенного сбора и других налогов и сборов). При этом, несмотря на то, что контракт с «Газпромом» предусматривает поквартальное формирование показателей цены для Украины, цена на газ для украинских потребителей в размере 228,8 долл. за тысячу кубометров будет формироваться НАК «Нафтогаз Украины» как средняя цена на весь 2009 год. Ю.Тимошенко сообщила, что правительство вместе с «Нафтогазом» и государственными банками проработает механизм привлечения финансовых ресурсов для обеспечения средней цены с целью недопущения ухудшения финансового положения НАКа. Стоимость технологического газа для Украины в 2009 году будет составлять 153,9 долларов за одну тысячу кубических метров газа, что на 25 долларов ниже, чем в прошлом году. Таким образом цена за транзит газа по территории Украины в размере 1,7 долларов за тысячу кубометров газа на 100 км является абсолютно обоснованной при такой льготной цене на технический газ.
20 января заместитель главы правления НАК «Нафтогаз» Владимир Триколич сообщил, что цена на газ для Украины в 1-м квартале составит $360 за 1000м³. В дальнейшем, так как цена за газ завязана на цену за мазут, во 2-м квартале она составит $270, в 3-м квартале $219, в 4-м квартале $162. С учетом выкупленного по 167 долларов газа в хранилищах средняя цена в 2009 году, по мнению руководства «Нафтогаза», составит 228—229 долларов за 1000м³. При этом Тимошенко подчеркнула: «Дорогой газ в первом квартале нет никакой необходимости потреблять. Для этого есть хранилища. Не зря мы накапливали, и сейчас имеем необходимый люфт». План закупок «Нафтогазом» российского газа на 2009 год следующий: 1-й квартал — 5 миллиардов кубов газа по цене 360 долларов за тысячу кубометров; 2-й квартал — 10,5 миллиарда по 270 долларов; 3-й — 12 миллиардов по 219 долларов; 4-й — 12,5 миллиарда по 162 доллара.
Формула для цены на российский газ для Украины имеет 3 коэффициента: первый коэффициент — это заложенная цена в $450; второй коэффициент — это коэффициент, учитывающий, как изменились на мировом рынке цены на газойль и мазут по сравнению с ценами апреля-декабря 2008 года; третий коэффициент — это скидка, в 2009 году он равен 0.8, после — 1.

## Критика в адрес руководства Украины
10 декабря 2008 года, выступая в Берлине на 19-м заседании Европейского делового конгресса, Алексей Миллер отметил, что ситуация с невыплатой Украиной долгов за поставленный газ сильно обострилась, в частности он заявил: «Дальнейшее усугубление этой проблемы чревато серьезными негативными последствиями, которые нельзя не учитывать».
«Это экономический спор, но мы стали заложниками внутриполитических проблем в самой Украине», — сказал Путин, отвечая на вопрос, не является ли транзитный кризис следствием политических разногласий России и Украины. «Каждый год украинские партнеры борются за право реэкспорта нашего газа в Европу. Это точно не имеет никакого отношения к интересам украинских потребителей, украинского народа. Это говорит о том, что конкретные физические лица, юридические структуры борются за то, чтобы купить у нас за дешево и продать вам (европейцам) за дорого и получить маржу», — сказал Путин.
8 января в Софии прошла антиукраинская демонстрация, жители столицы Болгарии протестовали против «новой „холодной войны“». Репортаж о событии транслировал Первый общегерманский канал телерадиокомпании ARD.
Коммунистическая партия Украины выступила за рассмотрение парламентом на заседании 13 января создания парламентско-правительственной комиссии для урегулирования экономических и энергетических отношений с Россией. Как заявил лидер партии Пётр Симоненко, «мы настаиваем на создании парламентско-правительственной комиссии, которая бы по решению Верховной Рады получила мандат на ведение переговоров и подписание соответствующих договоренностей с Российской Федерацией». Кроме этого, партия заявила, что настаивает на включении в повестку дня парламента вопроса об отстранении Виктора Ющенко с поста президента Украины за провал внешнеполитического курса, вследствие чего, по мнению коммунистов, Украина оказалась на пороге экономического и социального коллапса и привлечении его к уголовной ответственности. Симоненко выразил мнение, что именно семья Ющенко причастна к нынешнему газовому кризису.
Представитель МИД РФ Андрей Нестеренко в ответ на заявления замглавы украинского внешнеполитического ведомства Константина Елисеева, касающиеся газотранспортной системы Украины отметил: «специалисты газовой отрасли прекрасно знают, что инвестиции в ремонт и модернизацию газотранспортной системы Украины были критически недостаточными, её техническое состояние оставляет желать лучшего. Делая такие заявления, украинская сторона, по-видимому, страхуется на случай аварии и пытается заранее назначить виновного»
Народный депутат Украины Валерий Коновалюк возложил ответственность за конфликт на власти Украины: «То, что сегодня происходит в энергетическом секторе Украины, — это плата за неэффективную и безответственную государственную власть. Её лживые заявления и систематические нарушения всех достигнутых договоренностей серьёзно вредят международному имиджу страны. Если уже сейчас не принять действенных мер, Украину ожидает самый масштабный за всю историю энергетический кризис. <…> Сегодняшнее правительство Украины обречено на отставку, поскольку его популистская политика уже привела к глубокому экономическому и политическому коллапсу».
13 января в ходе онлайн-конференции народный депутат Украины Леонид Грач заявил: «Газовый конфликт срежиссирован в США для достижения разрыва добрососедских отношений Украины и России <…> Правительство должно хорошо соображать в этой области и отдавать себе отчет, какая ответственность накладывается на него за судьбу государства и народа. Ющенко и Тимошенко нужно публично извиниться перед руководством России и ехать на переговоры, снять и большие, и малые проблемы в российско-украинских отношениях».
Информационный канал «Вести» привёл мнение международного наблюдателя от немецкого концерна E.ON Ruhrgas: «Мировые СМИ рассказывают о кризисе поставок, но мы в Ассоциации европейского бизнеса считаем, что имеет место транзитный кризис. Те усилия, которые предпринимает „Газпром“, закачивая дополнительные объёмы газа в открытые транспортные сети газопровода Ямал-Европа и по дну Чёрного моря, подтверждают — это кризис транзита, а не поставок».
Как заявил 14 января Тьерри Марьяни во французской газете Le Figaro, «повторяющийся конфликт между Украиной и Россией <…> вызван одной-единственной причиной: отказом Украины выплатить России свою задолженность и уловками, к которым прибегает Киев, чтобы избежать выполнения своих обязательств. Ведь речь идет именно об этом: на протяжении всего конфликта Украина пыталась оказать давление на Европу, чтобы сделать её оружием в своем финансовом споре с 'Газпромом' и не выплачивать 1 миллиард долларов — оставшуюся часть из тех 3 миллиардов, что должны были быть перечислены российской стороне до 31 декабря 2008 года».
Первый вице-премьер-министр — министр экономического развития и торговли Андрей Клюев в мае 2011 года отмечал, что «у Евросоюза еще остались опасения в том, насколько добросовестно Украина будет выполнять свои функции страны-транзитера газа» (хотя «в прошедший отопительный сезон никаких сбоев в поставках не было»).
Соболев, Сергей Владиславович в 2011 году вспоминал: «в 2009 году я провел очень много дискуссий, в том числе с правительственными чиновниками, которых знал лично. Для меня было парадоксально: все критиковали соглашение. Но на мой вопрос: что было делать, никто не ответил. Ющенко предлагал топить зимой соломой, мол, продержимся. Очень хорошо рассуждать, когда сидишь в теплом кабинете при плюс 30».

## Критика в адрес руководства Газпрома и РФ
В начале января 2009 года, согласно информации International Herald Tribune, протесты против политики правительства России прошли в Сербии и Болгарии, где значительно усилились антироссийские настроения.
Польша официально возложила ответственность на Россию, «„… с нашей точки зрения, ответственность несет … Россия“, — заявил премьер Польши Дональд Туск. По его словам, Польша скорее всего, не будет предъявлять претензий к Москве». В результате конфликта Польша понесла минимальные потери, так как российский газ получала в основном не через Украину, а по газопроводу «Ямал» через Белоруссию.
7 января 2009 года представители Белого дома (США) обвинили российское руководство в использовании энергоресурсов в качестве инструмента запугивания, что, по их мнению, наносит ущерб международному имиджу РФ.
Комментируя критику американских СМИ в адрес России, журнал «Эксперт» отмечал: «большинство американских газет не отступает от своих русофобских позиций и безапелляционно винит в сложившейся ситуации хищническую Россию».
Председатель Комитета Верховной Рады по вопросам европейской интеграции Борис Тарасюк 9 января 2009 года заявил, выступая в Европарламенте во время пребывания украинской делегации в Брюсселе, что созданный Россией газовый кризис ею используется в качестве инструмента давления в международных делах. В то же время вице-премьер Чехии Александр Вондра заявил, что «Евросоюз не намерен поддерживать ни одну из сторон в газовом конфликте», так как это не политический, а коммерческий спор.
9 января 2009 года было обнародовано заявление Совета «Объединения украинцев России», которое, в частности, отмечало, что конфликт показывает, что «декларации о стратегическом партнёрстве России с Украиной являются лишь пустыми разговорами, а любой повод используется для нагнетания антиукраинской истерии в российских средствах массовой информации».
9 января президент Украины Виктор Ющенко заявил, что газовый конфликт Россия планировала заранее. «„Ни одного кубометра российского газа Украина не украла“, — заявил Ющенко». Это мнение поддерживал бывший заместитель министра энергетики России Владимир Милов, который возложил вину за кризисную ситуацию в газовых отношениях между Украиной и Россией на «Газпром». Также Ющенко сказал, что заявления руководства Российской Федерации по газовым отношениям унижают не только Украину, но и Россию и не направлены на укрепление дружбы и взаимного доверия.
Директор Института глобальных стратегий (Украина) Вадим Карасёв 9 января высказывал мнение, что Россия планировала ситуацию газового конфликта как показательное наказание непокорной транзитной Украины для того, чтобы значительно снизить транзитную, геоэкономическую и геополитическую репутацию Украины.
10 января глава Секретариата президента Украины Виктор Балога сказал, что по расчётам московских инициаторов «газового террора», нехватка газа для промышленного Востока должна была привести к остановке крупных предприятий и стремительному росту безработицы, а холод в домах украинцев должен был вывести на улицы тысячи недовольных протестующих, что должно было бы дестабилизировать ситуацию в государстве и дискредитировать его руководство, в первую очередь, президента Виктора Ющенко. Хотя, как заявил Путин на встрече с представителями иностранных СМИ, Украина располагает достаточным количеством газа (собственного производства и имеющимся в хранилищах), чтобы обеспечить свои нужды.
Американский политолог Николай Злобин в «Ведомостях» от 28 января 2009 года отмечал: «Недавние обвинения в адрес Вашингтона в том, что это он якобы стоит за газовым конфликтом с Украиной, ещё раз убедили американскую элиту в параноидальном отношении властей России к США.»

## Оценки возможных последствий конфликта (январь 2009 года)
20 января 2009 года заместитель председателя правления Газпрома Александр Медведев на пресс-конференции в Москве заявил, что дочка Газпрома «Газпром Сбыт Украина» получит до 25 % украинского рынка, что является, по его словам, частью договоренности между Газпромом и Нафтогазом.
«Независимая газета» от 21 января 2009 года приводила мнения экспертов о том, что и по завершении конфликта в отношениях между Москвой и Киевом оставалась масса нерешённых вопросов и что «нет гарантий, что нынешняя газовая война окажется последней и на ближайшие 10 лет, пока будут действовать заключенные контракты на транзит и поставку газа Украине, Европа снова не столкнётся с перекрытием трубопроводов и недопоставками топлива».
В результате конфликта к 11 января 2009 года финансовые убытки «Газпрома» составили около 800 миллионов долларов; из-за непоставок газа в Сербии и Болгарии уже с 7 — 8 января были приостановлены некоторые производства, использующие в своём рабочем процессе этот вид топлива; прямой ущерб, причинённый болгарским компаниям к 11 января составил около 30 миллионов евро. Критическая ситуация сложилась в этих странах и с отоплением жилого фонда и социальных учреждений, так в сербском городе Нови-Саде к 8 января из-за нехватки газа для работы котельных была отключена треть городской отопительной системы.
По сообщению германского журнала «Financial Times Deutschland» к 19 января запасы газа в 46 газохранилищах Германии в случае дальнейшего сокращения поставок из России составили бы меньше 50 %. Таким сравнительно небольшим объёмом газа Германия обычно располагала только к началу весны, когда его потребление уже намного снижалось. Уменьшение объёмов имеющегося газа выглядело следующим образом: до начала конфликта — 82 % от максимального объёма; в первую неделю после начала конфликта — 69 %, к 12 января — 59 %.
Проблемы с транзитом российского газа через территорию Украины активизировали дискуссии о вариантах диверсификации поставок газа в Европу. Все варианты газовых поставок, рассматриваемые европейскими странами, планируются в обход украинской территории, что может частично или полностью лишить Украину статуса страны-транзитёра. Российские официальные лица вновь заявили, что для обеспечения бесперебойного потока поставок российского газа в Европу Россия прокладывает газопроводы Южный поток и Северный поток, которые позволят европейским потребителям получать газ напрямую, минуя Украину. В ряде европейских стран вновь заговорили о необходимости скорейшего осуществления плана строительства газопровода Набукко, который должен поставлять в Европу газ из Центральной Азии, опять же, минуя территорию Украины.
Газета «Ведомости» от 14 января 2009 года и «РБК daily» от 16 января приводили мнения экспертов о том, что последствия газового конфликта будут негативными для Москвы при любом его исходе: пересмотр газовой стратегии Евросоюза в направлении снижения зависимости от России стал неизбежным. Некоторые эксперты считали перспективы достижения Европой полной независимости от поставок из России нереалистичными: в интервью газете «Аргументы и факты» гендиректор «Института национальной энергетики» Сергей Правосудов заявил, что полностью покрыть потребности Европы в газе (порядка 500 млрд м³) без России не удастся.
«Независимая газета» от 16 января 2009 года, приводила данные социологических опросов, проведённых на Украине, Белоруссии, Молдавии, которые свидетельствовали, что Россия (политическое руководство РФ) теряет доверие населения указанных стран. О существенных имиджевых потерях России и Украины писали «Ведомости» от 11 января 2009 года.
Президент Института энергетической политики Владимир Милов в «Новой газете» от 16 января 2009 года писал: «<…> Газовый конфликт показал, что для достижения политических целей Москва готова идти на жёсткие меры, которые ударяют и по её союзникам. <…> В газовом конфликте выигравших нет.»
The Times 18 января 2009 года писала, что конфликт подтвердил готовность России использовать энергоносители как политическое оружие; был нанёс удар по стремлениям Украины вступить в Евросоюз, так как большинство из наиболее пострадавших стран были активными поборниками присоединения Украины к ЕС; газета приводила слова украинского официального лица: «Украина выглядит так, будто она — то же, что и Россия для Европы сейчас и это — огромная неудача для нас.»
19 января 2009 года агентство Reuters отмечало как один из итогов конфликта то, что Канцлер Германии Ангела Меркель подтвердила свою поддержку проекту «Северный поток» 16 января 2009 года, во время визита Владимира Путина в Германию.
20 января 2009 года председатель Европейской комиссии Жозе Мануэл Баррозу, приветствуя возобновление поставок газа в Европу через Украину, в частности, заявил, что Россия не может считаться надёжным поставщиком газа, а Украина — его надёжным транзитёром, из какового факта, по его мнению, следует необходимость для Европы обеспечить полноценную диверсификацию, которая должна предусматривать диверсификацию стран-поставщиков, транзитных маршрутов и энергетических ресурсов, используемых Евросоюзом.
21 января 2009 года СМИ приводили мнение директора украинского Института стратегических исследований Юрия Рубана о том, что подписанные Юлией Тимошенко соглашения с Россией приведут к банкротству компании «Нафтогаз Украины» и к началу 2010 года Газпром сможет установить контроль над украинской газотранспортной системой: «Фундаментальную цель РФ в газовых переговорах прекрасно и открыто обозначил премьер Владимир Путин, который четко задекларировал, что целью является установка внешнего контроля, читай российского, над украинской ГТС.»
Борис Немцов и Вл. Милов в «Ведомостях» от 22 января 2009 года писали: «Перспектива будущей потери рынков в результате утраты доверия к надёжности газовых поставок Газпрома приобретает реальные черты. Природный газ в Европе в последние годы активно вытеснялся углём — не исключено, что ради уменьшения зависимости от ненадёжного Газпрома европейская энергетическая политика, забыв о борьбе с изменениями климата, пойдёт именно по этому пути. Будут активнее прорабатываться альтернативные источники поставок газа — например, новые перспективы в состоянии открыться перед обходящим Россию газопроводом Nabucco: главный потенциальный источник газа, Иран, может стать более доступным для европейцев из-за вероятного смягчения политики в отношении его со стороны администрации Барака Обамы. Правительство Хорватии в ответ на украино-российский газовый кризис объявило об ускорении строительства терминала по приему сжиженного газа Adria LNG, который может потеснить Газпром на газовом рынке Балкан, тоже пострадавшем от кризиса, проекты строительства терминалов СПГ прорабатывают Польша, Литва и Румыния.»
Сообщалось, что 23 января 2009 года Газпром согласился удовлетворить во внесудебном порядке требования Болгарии (по утверждениям министра энергетики Болгарии Петра Димитрова, которые он высказал на встрече в Софии с А. Медведевым, ущерб от недопоставок газа составил около 500 млн левов, или около 250 млн евро), возместить ущерб за недопоставки газа, что создало прецедент для других европейских компаний, пострадавших от российско-украинского газового конфликта; о намерениях взыскать с Газпрома убытки за недопоставки в январе заявил давний партнёр и союзник российского концерна германская E.ON Ruhrgas.
27 января 2009 года во время саммита в Будапеште для обсуждения газопровода Nabucco болгарский премьер-министр Сергей Станишев договорился с президентом Азербайджана Ильхамом Алиевым о том, что на следующей неделе газовые компании двух стран начнут переговоры о поставках 1 млрд м³ газа в год — вместо российского. Срок ввода газопровода в эксплуатацию планируется на 2014 год.
Газета «Комсомольская правда в Украине» летом 2009 года распространила сведения о том, что в результате газовых договорённостей предприятия химической промышленности Украины платят за газ на 30 % больше, чем их европейские конкуренты и в 2.2 раза больше, чем российские предприятия, что приводит к кризису, грозящему полной потерей рентабельности и остановкой.

## Оценки последствий. Ситуация на мировом газовом рынке по итогам 2009 года
В январе 2010 года газета «Ведомости» утверждала, что срыв поставок топлива в Европу в январе 2009 года стоил Газпрому один миллиард долларов: столько, по утверждению «Ведомостей», Газпром потерял, списав европейским клиентам 4,5 миллиарда кубометров газа, которые не смог поставить из-за конфликта с Украиной.
В конце марта 2010 года экс-президент Украины Виктор Ющенко, комментируя переговоры премьер-министра Украины Н. Я. Азарова по газовым вопросам в Москве, сказал: «Главные представители российской власти откровенно говорят о том, что их устраивают соглашения, достигнутые с правительством Ю.Тимошенко. Они настолько выгодны для российской стороны, что для их пересмотра не хватает даже сдачи украинских экономических интересов, на которую была готова нынешняя власть: создание консорциума по управлению украинской ГТС или допуск „Газпрома“ на внутренний рынок. Российская сторона сегодня практически требует за снижение цены на газ — создание союзного государства или хотя бы присоединения к Таможенному союзу с Россией.» Ющенко также отметил, что «по соглашениям от 19 января 2009 года Украина получила одни из самых высоких цен на газ при самых низких тарифах на транзит».
К концу 2009 года, эксперты констатировали, что на глобальном рынке газа образовалось затоваривание — вследствие падения потребления на 3 % (в Европе — на 7 %) и роста производства в Северной Америке сланцевого газа; положение Газпрома на рынке газа в Европе оказалось под угрозой; его доля на рынке ЕС снизилась с 25 % до 22 %, по оценкам Eurogas.

## Выполнение соглашения (2014)
4 марта 2014 года глава «Газпрома» Алексей Миллер, на встрече с премьер-министром России Дмитрием Медведевым сообщил, что Украина не исполняет своих обязательств по контракту. Задолженность Украины за поставленный газ составляет 1,529 миллиарда долларов США, а в 2013 году были погашены только 1,3 млрд долларов США, что составляет немногим менее 50 % задолженности за год. В связи с этим «Газпром» предлагает отменить льготы на поставку газа на Украину, которые предоставлялись при условии оплаты долгов за газ и при 100 % оплаты текущих поставок.
Таким образом, после отмены всех скидок, цена на газ для Украины составит 485 долларов США за тысячу кубометров.